# Dayane Mello
Dayane Cristina Mello (Joinville, 27 de fevereiro de 1989 ) é uma modelo e personalidade da TV brasileira naturalizada italiana. Começou como modelo aos 16 anos de idade. Em 2014, estreou na TV no programa Ballando con le stelle do canal italiano Rai 1. Em seguida, participou mais de mais programas, se tornando uma personalidade da mídia. Em 2021, participou do reality show de famosos italiano Grande Fratello VIP, do qual conquistou o 4º lugar, se tornando também conhecida no Brasil. Dayane também participou da  décima terceira edição de A Fazenda, do qual foi a décima primeira eliminada. 

## Biografia

### Modelo
Nascida em Joinville no estado de Santa Catarina, Brasil, Mello começou sua carreira de modelo aos 16 anos e foi notada por um caçador de talentos. Mudou-se então para o Chile aos 17 anos, depois de vencer um concurso de beleza, para trabalhar para uma pequena agência de moda; através deste trabalho ela rapidamente se tornou uma das modelos mais requisitadas da América Latina.
Ela está sob contrato com a agência Elite Model Management. Protagonista de várias capas e sessões fotográficas, em 2011 emprestou a sua imagem para um editorial da revista Sportweek feito nas Ilhas Virgens para a edição da coleção dedicada à moda praia. Selecionada para campanhas publicitárias de marcas internacionais conhecidas como L'Oréal e Breil, Mello também trabalhou para Yamamay, Intimissimi, Pollini, Angelo Marani e Colmar. Ela também participou de alguns videoclipes lançados pelos rappers will.i.am e Emis Killa.
Em 2015, ela posou para o calendário sexy da revista For Men, lançado com a edição de novembro do ano anterior. Em junho de 2021, Mello também lançou no mercado DAY Dayane And You, uma linha de produtos para o corpo inspirada em diversas cidades do mundo às quais está vinculada.

### Personalidade da TV
Sob contrato com a agência Benegas Management, no outono de 2014, estreou oficialmente na televisão italiana participando como concorrente na décima edição de Ballando con le Stelle, transmitido pela Rai 1, ao lado do dançarino Samuel Peron; o casal ficou em sexto lugar nas semifinais. No outono de 2015, Mello participou juntamente com o montanhista Stefano Degiorgis, na primeira edição do reality show, Monte Bianco - Sfida verticale da Rai 2; ela chegou até a semifinal e terminou em quarto lugar.
Em 2015, ela foi capa de moda para a revista GQ Itália, em 2017 capa da revista Oggi de Milão.  Ele também participou da décima segunda edição do reality show, L'isola dei famosi do Canale 5, que foi ao ar no inverno de 2017. Participou formando o casal "Le Top" junto com a modelo Ema Kovač, da oitava edição do reality show da Rai 2, Pechino Express, que foi ao ar no início de 2020, terminando em terceiro lugar.
De 14 de setembro de 2020 a 1 de março de 2021, Mello foi concorrente na quinta edição do Grande Fratello VIP, conduzido por Alfonso Signorini, onde terminou em quarto lugar. De 14 de setembro de 2021 a 3 de dezembro de 2021 participou da décima terceira edição do reality show A Fazenda, transmitido no Brasil pela RecordTV, programa em que ficou em décimo lugar.
De 15 de março a 3 de maio de 2022, juntamente com Andrea Dianetti, ela apresenta a Pupa Party, uma websérie vinculada ao reality show La pupa e il secchione, transmitid na plataforma Mediaset Infinity.

## Vida pessoal
Mello esteve romanticamente ligada de 2013 a 2017 com o modelo italiano Stefano Sala; o casal teve uma filha chamada Sofia em 2014. Enquanto participava do Grande Fratello VIP, a modelo declarou ser bissexual.
Em fevereiro de 2021, enquanto participava do Grande Fratello VIP como competidora, recebeu a notícia do falecimento de seu irmão Lucas, ocorrido em um acidente de carro no Brasil; No entanto, Mello decidiu ficar no jogo. Em maio do mesmo ano anunciou nas redes sociais o falecimento de sua mãe, Ivone Dos Santos, devido a um câncer.

## Controvérsia
Em setembro de 2021, durante a participação de Mello no reality show A Fazenda 13, alguns vídeos do programa se tornaram virais em que ela sofreria, em estado de embriaguez e quase inconsciente, assédio de outro concorrente, o cantor Nego do Borel, então desclassificado do programa. 

## Filmografia

### Televisão
| Ano       | Título                         | Função        | Notas             |
| --------- | ------------------------------ | ------------- | ----------------- |
| 2014      | Ballando con le stelle         | Participante  | Rai 1             |
| 2015      | Monte Bianco - Sfida verticale | Participante  | Rai 2             |
| 2017      | L'isola dei famosi             | Participante  | Canale 5          |
| 2020      | Pechino Express                | Participante  | Rai 2             |
| 2020–2021 | Grande Fratello VIP            | Participante  | Canale 5          |
| 2021      | A Fazenda 13                   | Participante  | Record TV         |
| 2022      | Miss Teenager Original 2022    | Apresentadora | Odeon 24          |
| 2022      | Pupa Party                     | Apresentadora | Mediaset Infinity |

## Reconhecimentos
| Ano  | Prêmio           | Categoria         | Resultado | Ref.   |
| ---- | ---------------- | ----------------- | --------- | ------ |
| 2021 | BreakTudo Awards | Best Reality Star | Indicado  | [ 46 ] |